# Vụ Iran bắn hạ máy bay không người lái của Hoa Kỳ
 Vào ngày 20 Tháng 6 năm 2019, Vệ binh Cách mạng Hồi giáo Iran (IRGC) bắn xuống một máy bay không người lái Hoa Kỳ mang số hiệu RQ-4A Global Hawk BAMS-D  bằng một tên lửa đất đối không qua eo biển Hormuz. Các quan chức Iran nói rằng máy bay không người lái đã vi phạm không phận của họ, trong khi các quan chức Mỹ trả lời rằng máy bay này ở trong không phận quốc tế. Cả Iran và Mỹ đều có quan điểm khác nhau về nơi xảy ra vụ việc.
Vụ việc xảy ra trong bối cảnh căng thẳng gia tăng giữa hai nước và gần như dẫn đến một cuộc đối đầu vũ trang. Tổng thống Mỹ Donald Trump đã ra lệnh tấn công quân sự chống lại các trang web radar và tên lửa của IRGC trước khi đảo ngược quyết định.
Thay vào đó, Mỹ đã trả đũa các cuộc tấn công mạng vào các hệ thống kiểm soát tên lửa của IRGC (mà Iran nói là tường lửa), tuyên bố các lệnh trừng phạt mới đối với một số người Iran quan trọng và yêu cầu một cuộc họp của Hội đồng Bảo an Liên Hợp Quốc đóng cửa để giải quyết căng thẳng khu vực. 